# 毛奇齢

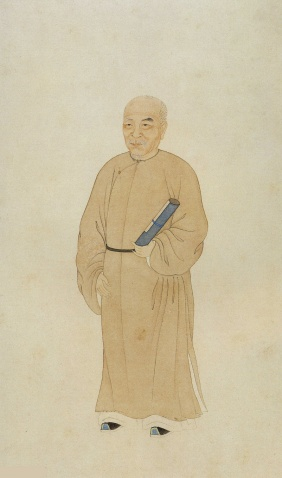
毛奇齢

毛 奇齢（もう きれい、1623年 - 1716年）は、中国清代の学者。字は大可。もとの名を甡。西河先生と称される。紹興府蕭山県の出身。

## 略伝
幼少より聡明で、推官の陳子龍に才能を愛され諸生に挙げられた。明が滅び乱賊が起こったときには身を城南山に隠し、土室を築いてその中で読書していた。人を譏る癖がありそのために多くの敵をつくった。殺人の罪で逃亡し王士方という変名を使って流浪していたことがある。後に施閏章に招かれて江西の鷺洲書院で教授した。1679年に博学鴻儒科に選挙され、翰林院検討を授けられ、明史編修の事業に参加したが、やがて病気になったので郷里に帰り述作にいそしむ。94歳で没する。晩年の弟子は多く、李塨はその一人であった。

## 学問
広く書物を読み諸学に通じていたが、得意とするところは経学であり、他人の説を弁駁することを好んだ。自らを恃む念が強く、顧炎武・閻若璩の輩でなければ論ずるに足らない、と考えていた。「典故を捏造したり、古典を研究せずにでまかせに他人の説を排撃したりした」、と全祖望に指摘されている。宋代の理学の誤りを一掃しようとした点で清代の学術に貢献しているが、学者の道徳に欠けていた、と梁啓超に評されている。

## 著作
毛奇齢の著作は多く、経学の著作だけで50首、その他の著述と合わせて498巻におよび、『四庫全書』はそのうち40部を収録している。
- 『古今通韻』
- 『仲氏易』
- 『毛翰林文集』
- 『毛翰林詩集』
- 『毛翰林詞』
- 『西河詩話』
- 『西河詞話』